# Коровка (село)
Коровка — село, входит в муниципальное образование Сапожковский район. Село расположено на берегу одноимённой реки, на юго-западе Рязанской области. Расстояние до районного центра рабочего посёлка Сапожок — 7 км.

## История
Село Коровка в качестве слободы с находившейся в ней Троицкой церковью упоминается в Сапожковских межевых книгах 1627—1628 годов. В апреле 1768 года иерей Троцкой церкви Трофим Васильев и диакон Агапий Лукин в прошении своем к преосвященному Палладию прописывали, что в их селе было две церкви — первая во имя Живоначальной Троицы, вторая — св. муч. Бориса и Глеба, которые от давнего построения весьма обветшали. Благословенная грамота на построение церкви в селе на том месте, где она существовала изстари, выдана была 13 мая 1768 года, а освящение её относится к 1771 году. Из-за ветхости деревянного храма в 1907 году был заложен новый каменный храм, к 1914 году он был с внешней стороны отделан и покрыт железной крышей. Престолов в церкви было два, в настоящей во имя Святой Троицы и Святых Благоверных князей Бориса и Глеба, оба престола находились в одном алтаре.
В селе Коровка имелась церковно-приходская одноклассная школа, учрежденная в 1889 году. Помещалась она в собственном доме и на содержание ее выделялось от села общественные деньги. В 1914 году в ней обучалось 90 мальчиков и 52 девочки. Законоучителем в школе с 1866 по 1907 год был священник Василий Иванович Троицкий, с 1907 года его сменил Александр Васильевич Троицкий. Здание было закрыто 26.07.1939 года под школу, использовалось под ссыпку зерна колхозом. Должно было быть переоборудовано в 1941 г. под школу.

## Население
| 1859 | 1897  | 1906  | 2010 |
| ---- | ----- | ----- | ---- |
| 1390 | ↗2279 | ↗3032 | ↘343 |

## Культура
Большинство населения села принадлежит к старообрядческой культуре, село считалось «гнездом» раскольников.
Постройка первой православной церкви относится к XVII веку, современная каменная церковь построена в 1907—1914 годы.

## Образование
В 1888 году основана приходская школа. От неё ведет своё начало современная Коровкинская средняя общеобразовательная школа — школа-комплекс — одно из ведущих образовательных учреждений Сапожковского района и Рязанской области. Неоднократно получала звание «Школа года». Является экспериментальной площадкой по развитию ИКТ и созданию единой информационной среды школы и социума. Директор школы — победитель НПН «Образование».
Закрыта в 2015 году из-за нехватки учеников.

## Сельское хозяйство
В годы советской власти в селе был совхоз (различное наименование: «Память Жданова», «Ждановсий» и др.). Он активно развивался вплоть до конца 80-х годов XX века. В настоящее время существует хозяйство «Агро-С».

## Достопримечательности
К культурно-досуговым достопримечательностям села относится сельский дом культуры с библиотекой.
С 1771 по 1939 года в селе была Троицкая церковь. Сохранившееся здание 1907—1914 годов постройки в 1994 году было признано памятником регионального значения. В настоящее время здание церкви восстанавливается.
В селе имеется памятник павшим воинам с поимённым списком, а также мемориальная доска памяти воина-интернационалиста Мостяева Николая Ивановича.

## Значимые жители и уроженцы села
- Коротков Василий Иванович — полный кавалер Ордена Славы.
- Надежда Валентиновна Мостяева — художник анималист, член творческого союза художников России и Международной Федерации художников.
- Щевьёв Иван Ефимович — Ветеран Великой Отечественной войны, бывший председатель Сельского Совета. Награждён Орденом Красной Звезды, Отечественной Войны 1 степени, медалями «За Отвагу», «За боевые заслуги», «За взятие Кенигсберга» и др.
- Мостяев, Николай Иванович — Воин-интернационалист.